# Filipinska ploča
Filipinska ploča ili Ploča Filipinskog mora je tektonska ploča koja obuhvaća oceansku litosferu koja se nalazi ispod Filipinskog mora, istočno od Filipina. Većina segmenata Filipina, uključujući sjeverni Luzon, dio je filipinskog mobilnog pojasa, koji je geološki i tektonski odvojen od Filipinske ploče. 

## Granice
Filipinska morska ploča omeđena je uglavnom konvergentnim granicama:
Na sjeveru se Filipinska morska ploča susreće s Ohotskom pločom u koritu Nankai. Filipinska ploča, Amurska ploča i Ohotska ploča susreću se na planini Fuji u Japanu. Zadebljana kora Izu-Bonin-Marijanskog luka koja se sudara s Japanom čini Zonu sudara Izu. 
Istočno od ploče su otočja Izu i Bonin (Ogasawara) te Marijanski otoci, koji zajedno tvore sustav Izu-Bonin-Marijanskog luka. Također postoji divergentna granica između Filipinske ploče i male Marijanske ploče koja nosi Marijanske otoke. Na istoku se Tihooceanska ploča podvlači ispod filipinske ploče u jarku Izu-Ogasawara. 
Na jugu je Filipinska morska ploča omeđena Karolinskom pločom i pločom Ptičje glave (eng. Bird's Head Plate), nazvanoj po istoimenom poluotoku u Indoneziji. 
Na zapadu, Filipinska ploča se podvlači pod Filipinski mobilni pojas na Filipinskom jarku i Istočnoluzonskom jarku.
Na sjeverozapadu Filipinska morska ploča susreće se s Tajvanom i otocima Ryū Kyū na ploči Okinawa, a južni Japan na Amurskoj ploči. 

## Poveznice
- Popis potresa u Guamu
- Popis potresa u Japanu
- Popis potresa na Filipinima

## Vanjske poveznice
- Predavanje 10: Tektonika ploča
- Map showing Seismicity of the Earth, 1900‒2012: Philippine Sea Plate and Vicinity United States Geological Survey